# 2 Dywizja Piechoty (powstanie listopadowe)
2 Dywizja Piechoty – polski związek taktyczny utworzony po wybuchu powstania listopadowego.

## Skład i obsada personalna

### Dowódcy dywizji
- gen. dyw. Edward Żółtowski - (do 1 stycznia 1831)
- gen. dyw. Franciszek Żymirski[1][2] - 1 stycznia 1831 - 25 lutego 1831
- gen. dyw. Antoni Giełgud[2] - 28 lutego 1831 - 13 lipca 1831

### Struktura organizacyjna
do 23 stycznia
- 1 brygada — generał brygady Franciszek Morawski
  - 3 pułk piechoty liniowej (2 bataliony)
  - 7 pułk piechoty liniowej (2 bataliony)
- 2 brygada — pułkownik Jan Skrzynecki
  - 4 pułk piechoty liniowej (2 bataliony)
  - 8 pułk piechoty liniowej (2 bataliony)
- 3 brygada — gen. bryg. Józef Czyżewski[2]
  - 2 pułk strzelców pieszych (2 bataliony)
  - 4 pułk strzelców pieszych (2 bataliony)
- 4 brygada — gen. bryg. Henryk Milberg[2]
  - pułk grenadierów (4 bataliony)

23 stycznia - 26 kwietnia
- 1 brygada — generał brygady Franciszek Morawski, generał brygady Franciszek Rohland[1][2]
  - 3 pułk piechoty liniowej (3 bataliony)
  - 7 pułk piechoty liniowej (3 bataliony)[a]
- 2 brygada — gen. bryg. Józef Czyżewski[2], pułkownik Franciszek Valentin d'Hauterive
  - 2 pułk strzelców pieszych (3 bataliony)
  - 4 pułk strzelców pieszych (3 bataliony)

26 kwietnia - połowa czerwca
- 1 brygada — generał brygady Franciszek Rohland[2]
  - 7 pułk piechoty liniowej (3 bataliony)
  - 19 pułk piechoty liniowej (2 bataliony)
- 2 brygada — pułkownik Franciszek Valentin d'Hauterive;
  - 2 pułk strzelców pieszych (3 bataliony)
  - 4 pułk strzelców pieszych (3 bataliony)

Od połowa czerwca do 13 lipca
- 1 brygada — generał brygady Franciszek Rohland[2]
  - 7 pułk piechoty liniowej (3 bataliony)
  - 19 pułk piechoty liniowej (2 bataliony)
- 2 brygada — pułkownik Franciszek Valentin d'Hauterive, pułkownik Józef Szymanowski
  - 2 pułk strzelców pieszych (3 bataliony)
  - 4 pułk strzelców pieszych (3 bataliony)
- 3 brygada — pułkownik Wacław Sierakowski
  - 18 pułk piechoty liniowej (2 bataliony)
  - IV/3 pułku strzelców pieszych (1 batalion)
- 4 brygada — pułkownik Piotr Kiekiernicki
  - 25 pułk piechoty liniowej (2 bataliony)
  - 26 pułk piechoty liniowej (2 bataliony)